# 懐かしい月は新しい月 Vol. 2 〜Rearrange & Remix works〜
『懐かしい月は新しい月 Vol. 2 〜Rearrange & Remix works〜』（なつかしいつきはあたらしいつき ボリューム2 〜リアレンジ アンド リミックスワークス〜）は、日本のロックバンド・サカナクションのコンピレーション・アルバム。ビクターエンタテインメント内のレーベル・NF Recordsより2023年9月6日に発売された。本項目では、2023年から2024年にかけて開催された本アルバムのリリースツアー、および映像作品などについても記述する。

## 背景とリリース

### 山口の活動休止によるバンドの停滞
2021年10月22日、バンドは2019年末から続いたコロナ禍における経験をコンセプトとした2部構成の音楽プロジェクト「アダプト」「アプライ」の始動を告知した。第1部の「アダプト」は、2021年から2022年にかけて無観客配信ライブ、アリーナツアー、コンセプト・アルバムのリリース、そしてホールツアーの開催をもってプロジェクトを締めくくる予定であることが発表され、これらのうち2022年3月30日のコンセプト・アルバム『アダプト』のリリースまでは、予定通り行われた。
しかし、プロジェクトの進行とともに、バンドのフロントマン・山口一郎が複合的な体調不良に悩まされるようになり、さらにそうした中でも、バンドが関わる企画が複数同時進行する状況へのプレッシャーから、精神的にも追い詰められる状況が続いていた。
山口以外のメンバーも、5月初頭にバンドのメジャーデビュー15周年を記念した配信ライブを終えたあとは「お腹いっぱい」といえるような状態になったと語っており、バンド全体でもそれまでのペースで活動を続けることがやや困難な状況にあった。
こうした中「アダプト」プロジェクトの最終章と位置づけられたツアー「SAKANAQUARIUM アダプト NAKED」の序盤の公演が、先の山口の事情や他メンバーのプライベートでのトラブルなどによって、リハーサルを充分に行えなかったことなどを理由に、延期されることが発表された。
その後、7月初頭に山口が音楽活動を休止し、休養に入ることが発表された。この発表以降、山口が受け持っていたレギュラー番組には、しばらく他のメンバーが出演するようになり、休止を発表するより以前から開催が決定していたバンドでのイベントは出演中止、または山口を除く4人で出演するなどの対応が取られ、メンバー5人による表立った活動が行われなくなった。
バンドメンバー全員での活動が停止した当時の山口以外のメンバーは、山口の復帰にはおそらく長い時間がかかるであろうことを予期したうえで、自分たちまで精神的に挫折することのないよう、多くの音楽を聴いたり、他の芸術作品を鑑賞するなど、それぞれにできることを努力していたことを語っている。特に草刈については、山口が休養し始めてから、既存楽曲のリアレンジ作業に熱中していたと振り返っている。

### 山口の活動再開・バンド再始動に向けて
一時期、全てのレギュラー番組への出演を休止していた山口は、2022年9月よりレギュラー番組に復帰し、SNSでの投稿などから徐々に露出の機会を増やしていった。2023年2月17日には、バンドが不定期で主催しているイベント「NF」にメンバーの江島と出演し、これが休止を発表して以降初となる対面でのイベント出演となった。
同月20日には、テレビ番組に主演し、この2日後にリリースする映像作品のプロモーションを行った。その後、6月から7月にかけて全国5都市で開催された「NF#15 NF1ROOM」に連続して出演し、対面でのパフォーマンスに復帰していった。
2023年7月、バンドの再始動に向けた作品として、コンピレーション・アルバム『懐かしい月は新しい月 Vol. 2 〜Rearrange & Remix works〜』のリリースが発表された。また同日、本アルバムのリリースツアーとして、山口が一人で全国を回る「懐かしい月は新しい月 "蜃気楼"」も発表された。
本ツアーは、予定通り全公演が開催されたほか、2024年1月15日に開催された千秋楽である東京公演では、2022年5月以来となるメンバー全員によるライブパフォーマンスがサプライズで行われた。また同時に、バンドの「完全復活」を謳ったアリーナツアー「SAKANAQUARIUM2024 "turn"」が、4月から開催されることも発表された。

## コンセプト
本アルバムは、2015年8月にリリースされたコンピレーション・アルバム『懐かしい月は新しい月 〜Coupling & Remix works〜』の第2弾としてリリースされたアルバムとなっている。Disc 1に「月の現 〜Rearrange works〜」、Disc 2に「月の幻 〜Remix works〜」というタイトルがつけられており、配信・ストリーミングサイトでは、それぞれが独立した2枚のアルバムとしてリリースされているが、この「月の○○」というタイトルも、前作を踏襲したものとなっている。

## プロモーションとマーケティング

### 商品展開
本アルバムは、CD2枚組の通常盤のほかに、初回生産限定盤A（Blu-ray付属）・初回生産限定盤B（DVD付属）、さらにファンクラブ会員限定で発売された完全生産限定盤（NF member -Limited Edition-）も発売された。
初回生産限定盤、および完全生産限定盤に付属するBlu-ray・DVDには、2021年7月20日に開催された山口の単独公演「NF OFFLINE」Zepp Haneda公演が収録されている。また、完全生産限定盤にのみ付属するCDには、2022年10月に開催されたアンダーワールドとのダブルヘッドライン公演にて演奏された曲目をスタジオで収録した音源が収録されている。詳細な曲目については、#収録内容を参照。

### 山口によるソロツアー
本アルバムのリリースが発表されたと同時に、アルバムツアー「懐かしい月は新しい月 "蜃気楼"」の開催が発表された。2023年10月から2024年1月にかけて全国10都市にて10公演が行われた。ツアーの総合演出には、田中裕介が「アダプト」から引き続き担当した。
本ツアーは、バンドとしてではなく、山口が単独で全国の会場を回った。ツアー最終日の東京ガーデンシアターでの公演は、有料でのストリーミング配信も行われ、映像作品化もされた。
また、東京公演では、本編終了後に2022年5月以来となるサカナクション全員による「新宝島」の演奏がサプライズで行われ、バンド全員で回る新たなツアー「SAKANAQUARIUM2024 "turn"」の開催も合わせて発表された。

#### ツアー開催に対しての脅迫行為
本ツアーの初日である小樽公演開催の前日、10月18日の朝に公演の中止を求める脅迫メールが、バンドのマネジメント会社であるヒップランドミュージック宛てに届いた。同日の公演は、小樽警察署・小樽市民会館・その他関係各署による協議の結果、警備体制を強化した上で開催されたが、チケットを持っていながら来場を断念した観客に対しては、チケットの払戻しが行われた。
この脅迫行為に関与した容疑者が逮捕されたことが、2025年1月16日にバンドからの声明として発表された。声明の中で、バンドは今回の逮捕がライブ・コンサートなどに対する脅迫行為の抑止になることを願っていると記載している。なお、この脅迫メールを送信した容疑者は、バンドのファンクラブの会員であることが報道されている。

## アートワーク

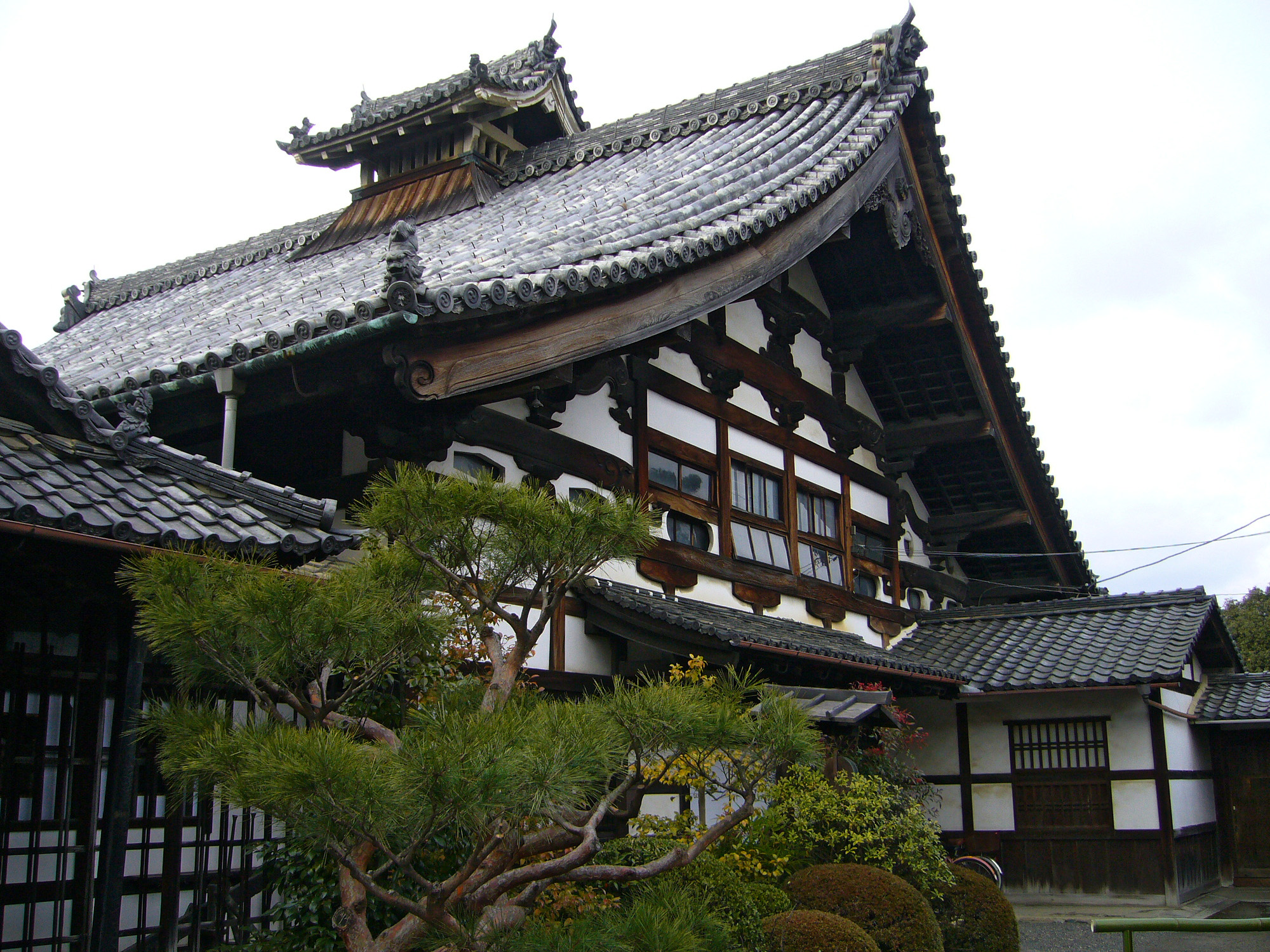
アートワークとなる映像、および写真が撮影された妙心寺の春光院

本アルバムのアートディレクションは、田中裕介が担当し、ジャケットなどのデザインは、田中と同じCaviar所属の村井達雄が担当した。プロモーション映像や配信アルバムのジャケットは、京都の妙心寺の塔頭寺院の一つである春光院にて撮影され、モデルとして、エモン久瑠美が起用されている。また、本アルバムのツアーを収録したライブ映像作品のジャケットアートワークも田中が担当している。

## 収録内容

### アルバムの収録内容
本アルバムは、CD2枚組で合計23曲が収録されている。Disc 1 ｢月の現 〜Rearrange works〜」には、7thアルバム『834.194』のリリース後に演奏、または発表された音源と、本アルバムのために新たに制作された音源が収録されている。
曲名の後ろに「-Rearrange 2019-」とある2曲は「あいちトリエンナーレ2019」における音楽プログラムの一つとして行われた公演「暗闇 -KURAYAMI-」にて演奏された楽曲である。「-Rearrange 2020-」とある6曲は、ボックスセット『LIVE FISH -COMPLETE BOX-』に付属したボーナスCD『Rearrange Package』に収録された楽曲である。また「ユリイカ -Rearrange 2021-」は、2021年に開催されたツアー「NF OFFLINE」にて演奏された「ユリイカ」のアレンジバージョンとなっている。
Disc 2「月の幻 〜Remix works〜」の7曲は、全曲が本アルバムが初収録となっている。前作『懐かしい月は新しい月 〜Coupling & Remix works〜』では、それ以前に発表された全てのリミックス音源が収録されたが、前作と今作の間にシングルのカップリング曲として発表された「インナーワールド (AOKI takamasa Remix)」と「ルーキー (Hiroshi Fujiwara Remix)」は、収録されていない。
初回生産限定盤、および完全生産限定盤にのみ付属するDisc 3「NF OFFLINE -LIVE at Zepp Haneda 2021.07.20-」に収録されたライブ映像では、山口がスピッツ「チェリー」を歌唱する一幕があり、この部分も収録するにあたり、草野マサムネの名前もアルバムのライナーノーツ内でクレジットされている。
| #         | タイトル                                  | 作詞  | 作曲・編曲 | 時間 |
| --------- | ----------------------------------------- | ----- | ---------- | ---- |
| 1.        | 「インナーワールド -Rearrange 2023-」     |       |            | 5:52 |
| 2.        | 「新宝島 -Rearrange 2020-」               |       |            | 4:31 |
| 3.        | 「アルデバラン -Rearrange 2023-」         |       |            | 4:39 |
| 4.        | 「夜の東側 -Rearrange 2020-」             |       |            | 3:40 |
| 5.        | 「ホーリーダンス -Rearrange 2023-」       |       |            | 6:30 |
| 6.        | 「ユリイカ -Rearrange 2021-」             |       |            | 5:10 |
| 7.        | 「アドベンチャー -Rearrange 2023-」       |       |            | 4:33 |
| 8.        | 「エンドレス -Rearrange 2023-」           |       |            | 3:22 |
| 9.        | 「茶柱 -Rearrange 2019-」                 |       |            | 5:55 |
| 10.       | 「サンプル -Rearrange 2023-」             |       |            | 6:46 |
| 11.       | 「三日月サンセット -Rearrange 2020-」     |       |            | 4:05 |
| 12.       | 「ボイル -Rearrange 2023-」               |       |            | 3:52 |
| 13.       | 「ナイロンの糸 -Rearrange 2019-」         |       |            | 6:38 |
| 14.       | 「シーラカンスと僕 -Rearrange 2020-」     |       |            | 3:51 |
| 15.       | 「忘れられないの -Rearrange 2020-」       |       |            | 4:11 |
| 16.       | 「白波トップウォーター -Rearrange 2020-」 |       |            | 5:16 |
| 合計時間: | 合計時間:                                 | 78:56 |            |      |

| #         | タイトル                                               | 作詞      | 作曲・編曲 | リミキサー         | 時間 |
| --------- | ------------------------------------------------------ | --------- | ---------- | ------------------ | ---- |
| 1.        | 「エンドレス (YonYon Remix)」                          |           |            | YonYon             | 4:21 |
| 2.        | 「ナイロンの糸 (Kuniyuki Takahashi Long Dub Version)」 |           |            | Kuniyuki Takahashi | 8:31 |
| 3.        | 「新宝島 (hf remix)」                                  |           |            | 藤原ヒロシ         | 4:08 |
| 4.        | 「フクロウ (hf remix)」                                |           |            | 藤原ヒロシ         | 5:58 |
| 5.        | 「years (Floating Points Remix)」                      |           |            | Floating Points    | 5:45 |
| 6.        | 「フレンドリー (Cornelius Remix)」                     |           |            | 小山田圭吾         | 5:02 |
| 7.        | 「目が明く藍色 (agraph remix)」                        |           |            | agraph             | 7:15 |
| 合計時間: | 合計時間:                                              | 合計時間: | 41:03      |                    |      |

| #         | タイトル                 | 作詞   | 作曲・編曲 |
| --------- | ------------------------ | ------ | ---------- |
| 1.        | 「新宝島」               |        |            |
| 2.        | 「ドキュメント」         |        |            |
| 3.        | 「忘れられないの」       |        |            |
| 4.        | 「フクロウ」             |        |            |
| 5.        | 「ネプトゥーヌス」       |        |            |
| 6.        | 「ユリイカ」             |        |            |
| 7.        | 「茶柱」                 |        |            |
| 8.        | 「ナイロンの糸」         |        |            |
| 9.        | 「シーラカンスと僕」     |        |            |
| 10.       | 「白波トップウォーター」 |        |            |
| 11.       | 「ユリイカ(アンコール)」 |        |            |
| 12.       | 「グッドバイ」           |        |            |
| 合計時間: | 合計時間:                | 117:37 |            |

| #         | タイトル                                                      | 作詞  | 作曲・編曲 | 時間 |
| --------- | ------------------------------------------------------------- | ----- | ---------- | ---- |
| 1.        | 「834.194 2022」                                              |       |            | 7:01 |
| 2.        | 「塔 NAKED ver.」                                             |       |            | 3:27 |
| 3.        | 「着床 2022」                                                 |       |            | 3:27 |
| 4.        | 「ユリイカ -Rearrange 2021-」                                 |       |            | 4:54 |
| 5.        | 「「聴きたかったダンスミュージック、リキッドルームに」Remix」 |       |            | 6:13 |
| 6.        | 「minnanouta Remix 2022」                                     |       |            | 5:12 |
| 7.        | 「INORI 2022」                                                |       |            | 5:21 |
| 8.        | 「僕と花 Remix 2022」                                         |       |            | 6:28 |
| 9.        | 「『バッハの旋律を夜に聴いたせいです。』Remix」               |       |            | 6:24 |
| 10.       | 「Ame (B) Remix 2022」                                        |       |            | 3:56 |
| 11.       | 「SORATO 2022」                                               |       |            | 6:06 |
| 12.       | 「グッドバイ Remix 2022」                                     |       |            | 6:07 |
| 合計時間: | 合計時間:                                                     | 64:35 |            |      |

### ライブ映像作品の収録内容
ツアー最終日の東京公演の模様が、ツアータイトルと同名の『懐かしい月は新しい月 "蜃気楼"』として、2024年9月8日にリリースされた。本作は、完全受注生産限定盤の1形態のみが、バンドのオンラインストアで予約販売された。
本作に収録された東京公演の直前にバンドの公式YouTubeチャンネルで公開された動画「山口一郎の現在地」に新規映像を加えたロングバージョンが収録されているほか、ライブの模様を撮影したフォトブックも付属している。
| #         | タイトル                                  | 作詞   | 作曲・編曲 |
| --------- | ----------------------------------------- | ------ | ---------- |
| 1.        | 「サンプル -Rearrange 2023-」             |        |            |
| 2.        | 「ボイル -Rearrange 2023-」               |        |            |
| 4.        | 「映画（AOKI takamasa Remix）」           |        |            |
| 5.        | 「アドベンチャー -Rearrange 2023-」       |        |            |
| 6.        | 「忘れられないの -Rearrange 2020-」       |        |            |
| 7.        | 「フレンドリー（Cornelius Remix）」       |        |            |
| 8.        | 「夜の東側 -Rearrange 2020-」             |        |            |
| 9.        | 「新宝島 -Rearrange 2020-」               |        |            |
| 10.       | 「years (Floating Points Remix)」         |        |            |
| 11.       | 「ナイロンの糸 -Rearrange 2019-」         |        |            |
| 12.       | 「目が明く藍色 (agraph remix)」           |        |            |
| 13.       | 「ネプトゥーヌス」                        |        |            |
| 14.       | 「フクロウ」                              |        |            |
| 15.       | 「セプテンバー」                          |        |            |
| 16.       | 「ドキュメント」                          |        |            |
| 17.       | 「アイデンティティ」                      |        |            |
| 18.       | 「シャンディガフ」                        |        |            |
| 19.       | 「白波トップウォーター -Rearrange 2020-」 |        |            |
| 20.       | 「新宝島」(バンド演奏)                    |        |            |
| 合計時間: | 合計時間:                                 | 146:03 |            |

| #         | タイトル                        | 作詞  | 作曲・編曲 | 時間  |
| --------- | ------------------------------- | ----- | ---------- | ----- |
| 1.        | 「山口一郎の現在地（RE-EDIT）」 |       |            | 56:02 |
| 合計時間: | 合計時間:                       | 56:02 |            |       |